# Estación principal de Bratislava
Bratislava hlavná stanica (abreviado Bratislava hl.st.; conocida anteriormente en alemán: Pressburger Hauptbahnhof; en húngaro: Pozsony főpályaudvar) es la estación principal de tren de Bratislava, Eslovaquia. Está situada cerca de la calle Šancová, a 1 km de la Ciudad Vieja.
El edificio de la estación fue inaugurado en 1848, pero el actual diseño es de la última remodelación acometida en 1988. La estación cuenta con servicios internacionales de trenes de pasajeros a Alemania, Austria, la República Checa, Hungría, Serbia, Croacia (en verano), Polonia y el resto de Eslovaquia.